# Lyzhnyy Tramplin Burabay

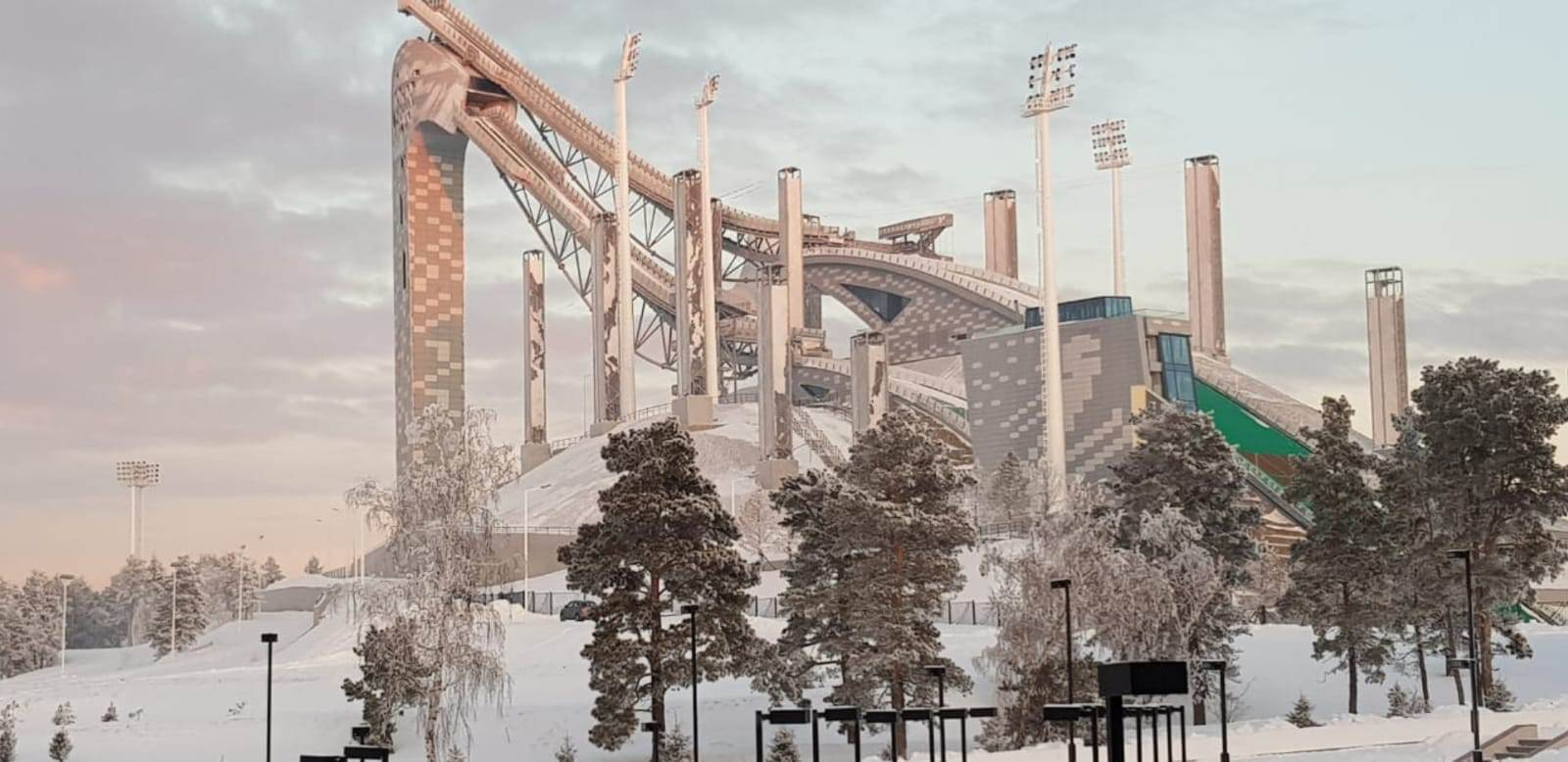
Lyzhnyy Tramplin Ski Sprungrampe in Shchuchinsk

Die Lyzhnyy Tramplin Burabay in Schtschutschinsk (Kasachstan) bestehen aus zwei Skisprungschanzen. Zur Anlage gehören eine Normalschanze der Kategorie K 95 und eine Großschanze der Kategorie K 125. Beide Schanzen sind mit Matten belegt. Daneben ist auch in Zukunft noch der Bau von drei kleineren Schanzen der Kategorien K10, K 20, K 40 sowie einer Mittelschanze der Kategorie K 65 geplant.

## Geschichte
Bereits 2006 begannen Planungen für den Bau eines für internationale Wettkämpfe tauglichen Schanzenkomplexes im Gebiet der Burabai-Seen bei Schtschutschinsk, 250 km nördlich von Astana gelegen. Die Bauarbeiten begannen 2009. Nach einigen Verzögerungen und Kosten von umgerechnet über 100 Millionen US-Dollar wurden die K125-Groß- und die K90-Normalschanze am 11. Juli 2018 vom kasachischen Premierminister höchstpersönlich eingeweiht. Im Sommer 2019 wurden auf den Schanzen im Rahmen des Continental-Cups und des FIS-Cups die ersten internationalen Wettkämpfe ausgetragen. 2020 sollten ursprünglich die ersten Sommer-Grand-Prixs in Schtschutschinsk stattfinden, diese wurden jedoch aufgrund der COVID-19-Pandemie abgesagt und fanden schließlich 2021 statt.

## Internationale Wettbewerbe
Genannt werden alle von der FIS organisierten Sprungwettbewerbe.
| Datum             | Sportart            | Kategorie       | Schanze | 1. Platz               | 2. Platz               | 3. Platz                      |
| ----------------- | ------------------- | --------------- | ------- | ---------------------- | ---------------------- | ----------------------------- |
| 11. Juli 2019     | Skispringen, Männer | FIS-Cup         | HS99    | Maximilian Lienher     | Luca Roth              | Cene Prevc                    |
| 11. Juli 2019     | Skispringen, Frauen | FIS-Cup         | HS99    | Walentina Sderschikowa | Kristina Prokopjewa    | Alexandra Baranzewa           |
| 12. Juli 2019     | Skispringen, Männer | FIS-Cup         | HS99    | Maximilian Lienher     | Cene Prevc             | Luca Roth                     |
| 12. Juli 2019     | Skispringen, Frauen | FIS-Cup         | HS99    | Irma Machinja          | Walentina Sderschikowa | Kristina Prokopjewa           |
| 13. Juli 2019     | Skispringen, Frauen | Continental Cup | HS99    | Gyda Westvold Hansen   | Weronika Schischkina   | Walentina Sderschikowa        |
| 13. Juli 2019     | Skispringen, Männer | Continental Cup | HS140   | Maximilian Lienher     | Naoki Nakamura         | Sergei Tkatschenko            |
| 14. Juli 2019     | Skispringen, Frauen | Continental Cup | HS99    | Gyda Westvold Hansen   | Kristina Prokopjewa    | Walentina Sderschikowa        |
| 14. Juli 2019     | Skispringen, Männer | Continental Cup | HS140   | Keiichi Satō           | Naoki Nakamura         | Choi Heung-chul               |
| 5. September 2020 | Skispringen, Männer | Grand Prix      | HS140   | Wettkampf abgesagt     | Wettkampf abgesagt     | Wettkampf abgesagt            |
| 5. September 2020 | Skispringen, Frauen | Grand Prix      | HS99    | Wettkampf abgesagt     | Wettkampf abgesagt     | Wettkampf abgesagt            |
| 6. September 2020 | Skispringen, Männer | Grand Prix      | HS140   | Wettkampf abgesagt     | Wettkampf abgesagt     | Wettkampf abgesagt            |
| 6. September 2020 | Skispringen, Frauen | Grand Prix      | HS99    | Wettkampf abgesagt     | Wettkampf abgesagt     | Wettkampf abgesagt            |
| 5. September 2021 | Skispringen, Männer | Grand Prix      | HS99    | Halvor Egner Granerud  | Marius Lindvik         | Wladimir Sografski            |
| 5. September 2021 | Skispringen, Männer | Grand Prix      | HS99    | Halvor Egner Granerud  | Robert Johansson       | Marius Lindvik Danil Sadrejew |